# Apt (priimek)
Apt je priimek več znanih oseb:
- Jerome Apt (*1949), ameriški astronavt
- Ulrich Apt (~1460—1532), nemški slikar